# پستوبون

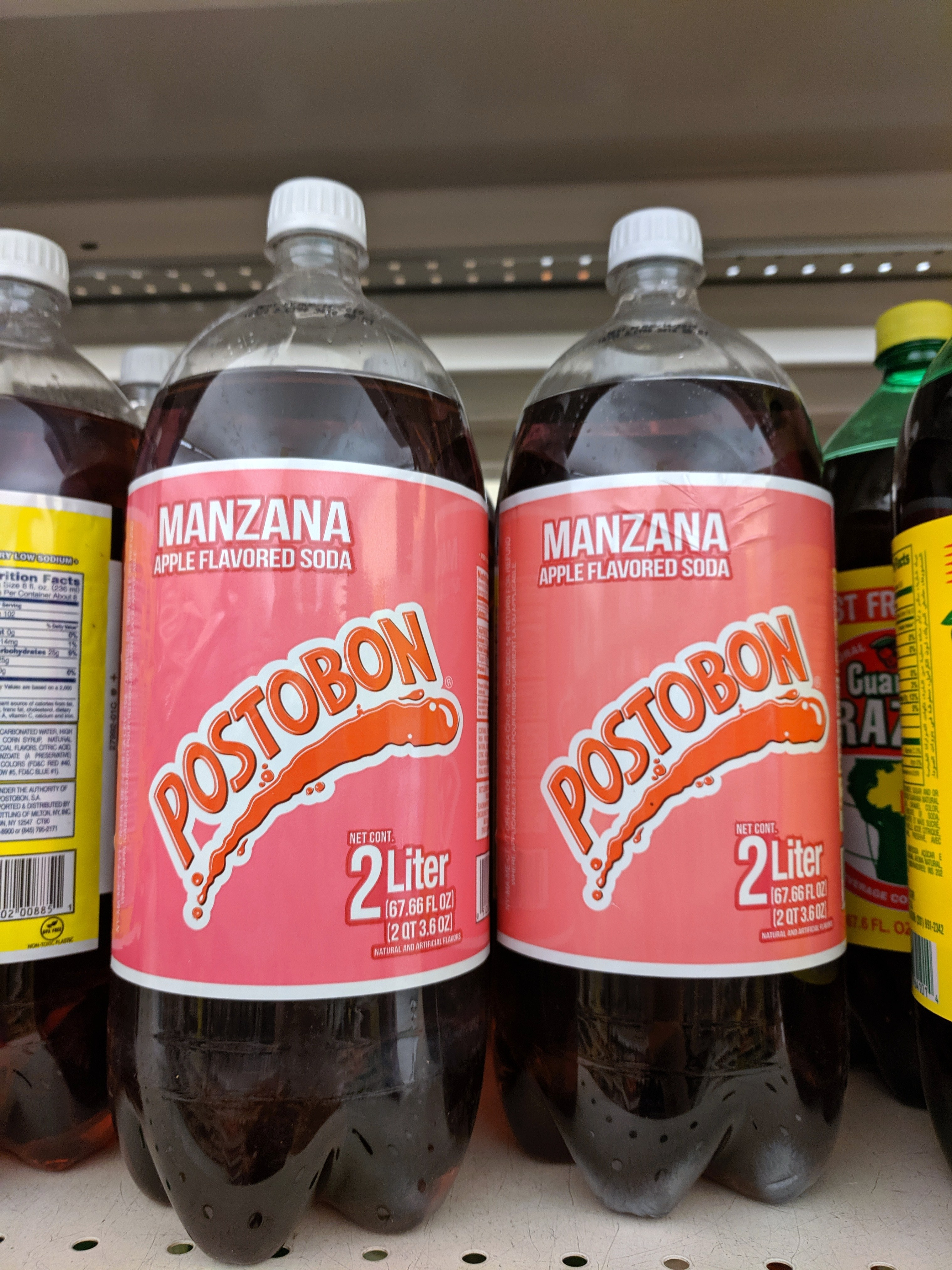
بزرگترین شرکت نوشیدنی کلمبیایی است و همچنین یکی از بزرگترین شرکتهای نوشیدنی در آمریکای جنوبی است.

پستوبون (انگلیسی: Postobón) شرکت نوشیدنی کلمبیایی است، که در سال ۱۹۰۴ تأسیس شد.